# Canton de Vitré-Ouest
Le canton de Vitré-Ouest est une ancienne division administrative française, située dans le département d'Ille-et-Vilaine et la région Bretagne.

## Composition

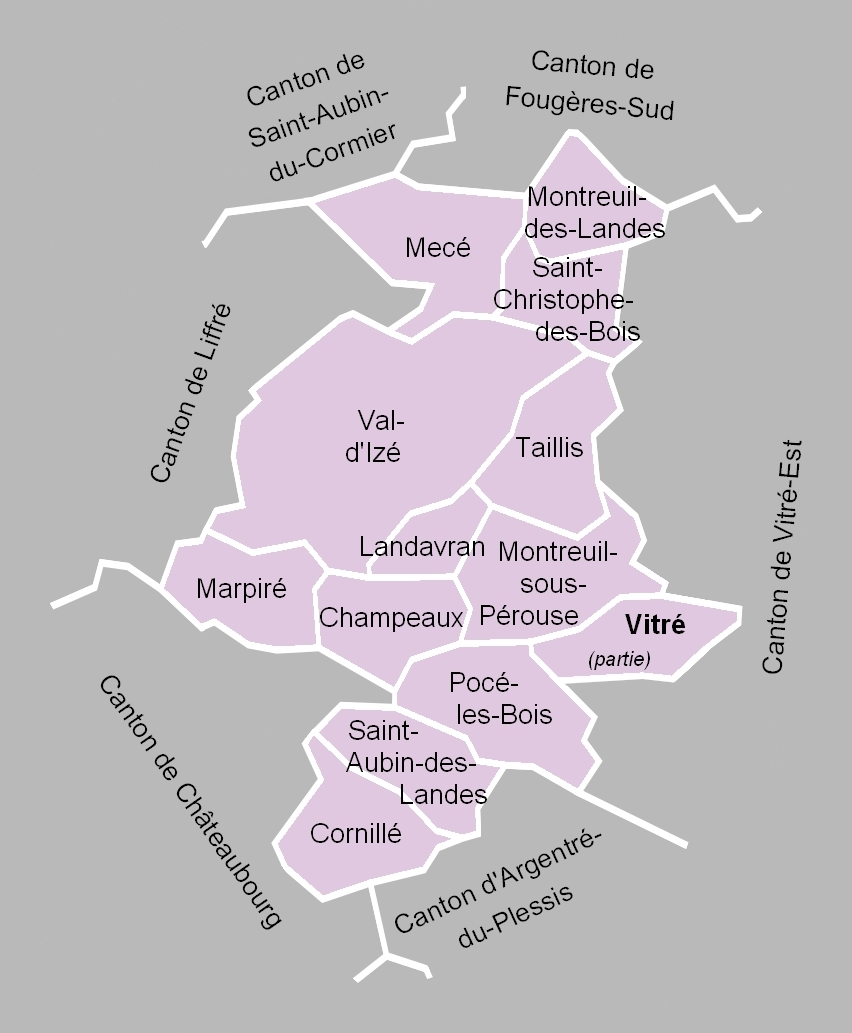
La carte des communes du canton. Les cantons limitrophes étaient ceux de Saint-Aubin-du-Cormier, de Fougères-Sud, de Vitré-Est, d'Argentré-du-Plessis, de Châteaubourg et de Liffré.

Le canton de Vitré-Ouest comptait 15 350 habitants en 2012 (population municipale) et groupait treize communes, dont une partie de Vitré :
- Champeaux ;
- Cornillé ;
- Landavran ;
- Marpiré ;
- Mecé ;
- Montreuil-des-Landes ;
- Montreuil-sous-Pérouse ;
- Pocé-les-Bois ;
- Saint-Aubin-des-Landes ;
- Saint-Christophe-des-Bois ;
- Taillis ;
- Val-d'Izé ;
- Vitré (fraction).

La partie de Vitré comprise dans ce canton était la partie nord.
Contrairement à beaucoup d'autres cantons, le canton de Vitré-Ouest n'incluait aucune commune supprimée depuis la création des communes sous la Révolution.
À la suite du redécoupage des cantons pour 2015, toutes les communes sont rattachées au canton de Vitré.

## Histoire
De 1801 à 1845 (loi du 19 juillet 1845), le canton de Vitré-Ouest s'appelait Vitré-Nord.

## Représentation

### Conseillers généraux (Vitré-Nord puis Ouest) de 1833 à 2015
| Période | Période      | Identité                                                                 | Étiquette          | Qualité |
| ------- | ------------ | ------------------------------------------------------------------------ | ------------------ | --- |
| 1833    | 1839         | Jean-Baptiste Marie de Courte                                            |                    | Maire de Saint-M'Hervé |
| 1839    | 1848         | Marie Joseph Clément Cadieu                                              |                    | Docteur en médecine, conseiller municipal de Vitré, conseiller d'arrondissement |
| 1848    | 1852         | Marquis Paul Le Cardinal de Kernier                                      | Droite royaliste   | Ancien chef d'escadron, propriétaire du château du Bois-Cornillé, maire d'Izé |
| 1852    | 1861         | Jean-Baptiste Jan de La Saudraye                                         |                    | Propriétaire à Vitré |
| 1861    | 1903 (décès) | Waldeck Lemoyne de La Borderie                                           | Droite légitimiste | Maire de Vitré, propriétaire du château de la Bicheptière |
| 1903    | 1919         | Marquis Jacques Le Cardinal de Kernier (fils du Marquis Paul de Kernier) | Droite royaliste   | Député (1912-1919), maire de Val-d'Izé (1887-1932) |
| 1919    | 1922         | Alfred Vergnioux                                                         | Républicain        | Industriel à la Longrais, Vitré, vice-président de la chambre de commerce |
| 1922    | 1928         | Marcel Rupied                                                            | Conservateur       | Notaire à Vitré |
| 1928    | 1934 (décès) | Pierre Poupard (1882-1934)                                               | Conservateur       | Propriétaire, boucher, maire de Val-d'Izé (1932-1934) |
| 1934    | 1940         | Marcel Rupied                                                            | Conservateur       | Notaire à Vitré, président du conseil général (1937-1940), maire de Vitré (1939-1944) Nommé membre de la Commission administrative départementale en 1941 Nommé conseiller départemental en 1943 |
|         |              |                                                                          |                    | |
| 1945    | 1961         | Marcel Rupied                                                            | RPF> CNIP          | Président du conseil général (1947-1961), sénateur (1948-1959), maire de Vitré (1945-1961) |
| 1961    | 1979         | Louis Pasquet (1903-2002)                                                | CD > UDF-CDS       | Gérant de coopérative agricole |
| 1979    | 1998         | Jean Poirier                                                             | DVD                | Vétérinaire, maire de Val-d'Izé, conseiller régional de Bretagne (1974-1979) |
| 1998    | 2011         | Auguste Fauvel                                                           | DVD                | Agriculteur, apiculteur, maire de Marpiré |
| 2011    | 2015         | Thierry Travers                                                          | DVD                | Agent technique Maire de Val-d'Izé (depuis 2014) Elu en 2015 dans le nouveau canton de Vitré |

Le canton participe à l'élection du député de la cinquième circonscription d'Ille-et-Vilaine.

### Conseillers d'arrondissement (de 1833 à 1940)
Le canton de Vitré Nord avait deux conseillers d'arrondissement au XIXe siècle.
| Période                                  | Période | Identité                                       | Étiquette            | Qualité |
| ---------------------------------------- | ------- | ---------------------------------------------- | -------------------- | --- |
| 1833                                     | 1839    | Marie Joseph Clément Cadieu                    |                      | Médecin à Vitré                                                                                             |
| 1833                                     | 1842    | Théodore Guyon                                 |                      | Avocat à Vitré                                                                                              |
|                                          |         |                                                |                      | |
| 1901                                     | 1903    | Marquis Jacques Le Cardinal de Kernier         | Droite royaliste     | Député (1912-1919), maire de Val-d'Izé (1887-1932)                                                          |
| 1904                                     | 1907    | Ambroise Gougeon de La Thébaudière (1845-1913) | Droite               | Propriétaire à Rennes et au Bois-Jarry à Erbrée                                                             |
| 1907                                     | 1919    | Xavier Charil de Villanfray (1865-1916)        | Conservateur         | Propriétaire à Vitré, maire de Landavran                                                                    |
| 1919                                     | 1925    | Pierre Saudrais de La Noë                      | Républicain          | Propriétaire à Val-d'Izé                                                                                    |
| 1925                                     | 1928    | Pierre Poupard (1882-1934)                     | Conservateur         | Propriétaire, boucher, maire de Val-d'Izé (1932-1934)                                                       |
| 1928                                     | 1940    | Joseph Henry                                   | Républicain (droite) | Maire de Saint-Aubin-des-Landes                                                                             |
| 1940                                     |         |                                                |                      | Les conseils d'arrondissement ont été suspendus par la loi du 12 octobre 1940 et n'ont jamais été réactivés |
| Les données manquantes sont à compléter. |         |                                                |                      | |

## Démographie
| 1962 | 1968 | 1975 | 1982 | 1990   | 1999   | 2006   | 2011   | 2012   |
| ---- | ---- | ---- | ---- | ------ | ------ | ------ | ------ | ------ |
| -    | -    | -    | -    | 11 329 | 12 415 | 14 181 | 15 083 | 15 350 |